# Tierrettung
Unter Tierrettung versteht man Maßnahmen der technischen oder medizinischen Hilfeleistung, die dazu geeignet ist, Tiere aus Notlagen oder lebensbedrohlichen Situationen zu retten. Dabei kann auch eine nicht artgerechte Haltung der Auslöser sein. Sie kann sowohl bei Nutztieren, als auch bei Heim- oder Wildtieren zum Einsatz kommen und situativ mit einfachen technischen Hilfsmitteln durchgeführt werden, aber auch mit großem Aufwand von Einsatzmitteln und Einsatzkräften erfolgen. Die Unterbringung nach der Rettungsaktion kann dabei entweder temporär sein und das Ziel der Aufzucht und Wiederauswilderung haben oder ist auf die Dauer ausgelegt, was insbesondere bei altersbedingt ausgemusterten Nutztieren sowie beeinträchtigten und verhaltensgestörten Tieren der Fall sein kann. Im einfachsten Fall ist eine sofortige Freilassung möglich, wie z. B. bei der Rettung gestrandeter Wale.

## Geschichte
Mit der Bildung von Löschmannschaften in Form von Pflichtfeuerwehren Anfang des 19. Jahrhunderts wurden auch deren Anstellung und Einübung festgelegt, in der auch die Vorgehensweise von Rettungsmaßnahmen von Haustieren beschrieben wurde. So hatte der Ortsvorstand eine Abteilung rüstiger Männer auszuwählen, welche „unter eigenen Anführern steht, und zum Retten von Menschen, Hausthieren und Effecten bestimmt ist“. Diese Mannschaft hatte sich mit mehreren Geräten zu versehen, um Rettungsmaßnahmen durchzuführen. Beispielsweise erließ die herzoglich-nassauische Regierung im November 1826 eine diesbezügliche Verordnung für ihr Herrschaftsgebiet.

## Technische Hilfeleistung
Manche Feuerwehren in Großstädten, wie die Feuerwehr Hannover, besitzen spezielle Fahrzeuge zur Tierrettung.
Zu den technischen Hilfeleistungen gehören:
- Einfangen von entlaufenen Haustieren, Zootieren oder Exoten (z. B. Schlangen)
- Retten von Tieren, die in Höhen geklettert sind und den Abstieg nicht mehr schaffen mittels tragbarer Leitern oder Drehleiter
- Umsiedeln von geschützten Wespennestern, Hornissennestern und Bienenvölkern, oder das Einfangen von Bienenschwärmen.[2]
- Heben verletzter Pferde und Kühe mittels Hebegeschirr als Drehleiter- oder Kraneinsatz
- Befreien von im Eis eingebrochenen Tieren oder am Eis angefrorenen Wasservögeln mit Rettungsmitteln wie  Mehrzweckboot oder Eisschlitten
- Befreien von Tieren aus der Kanalisation, Rohrleitungen und anderen Hohlräumen
- Rettungsmaßnahmen bei Walstrandungen (teils unter Beteiligung geeigneter Schlepper) – mitunter auch präventive Überwachung von Stränden

## Medizinische Hilfeleistung
- Medizinische Erstversorgung von gehorteten Tieren[3] und vorübergehende Aufnahme in einer Notstation
- Befreiung und medizinische Versorgung lebender Tiere, die als Handelsware geschmuggelt wurden oder illegal wild gefangen wurden, um als Heimtier verwendet zu werden
- Erstversorgung verletzter Tiere, z. B. nach Verkehrsunfällen
- Erstversorgung und Aufnahme verwaister Jungtiere und anschließende Auswilderung

Je nachdem, wo ein verletztes Tier aufgefunden oder angetroffen wird, sollte die Möglichkeit geprüft werden, es tierärztlich versorgen zu lassen oder einer Tierklinik zuzuführen. Letztere bieten dazu oft eine 24-Stunden-Bereitschaft an. Für die Erstversorgung des eigenen Haustieres werden zudem Lehrgänge für Erste Hilfe am Tier angeboten, die vorwiegend auf die Ersthilfe an Hund oder Katze ausgerichtet sind.
In einigen Großstädten und Gebieten Deutschlands sind Tierrettungsdienste verfügbar, die in Trägerschaft von Tierheimen oder anderen Tierschutzvereinen stehen.

## Spezialisierte Einrichtungen

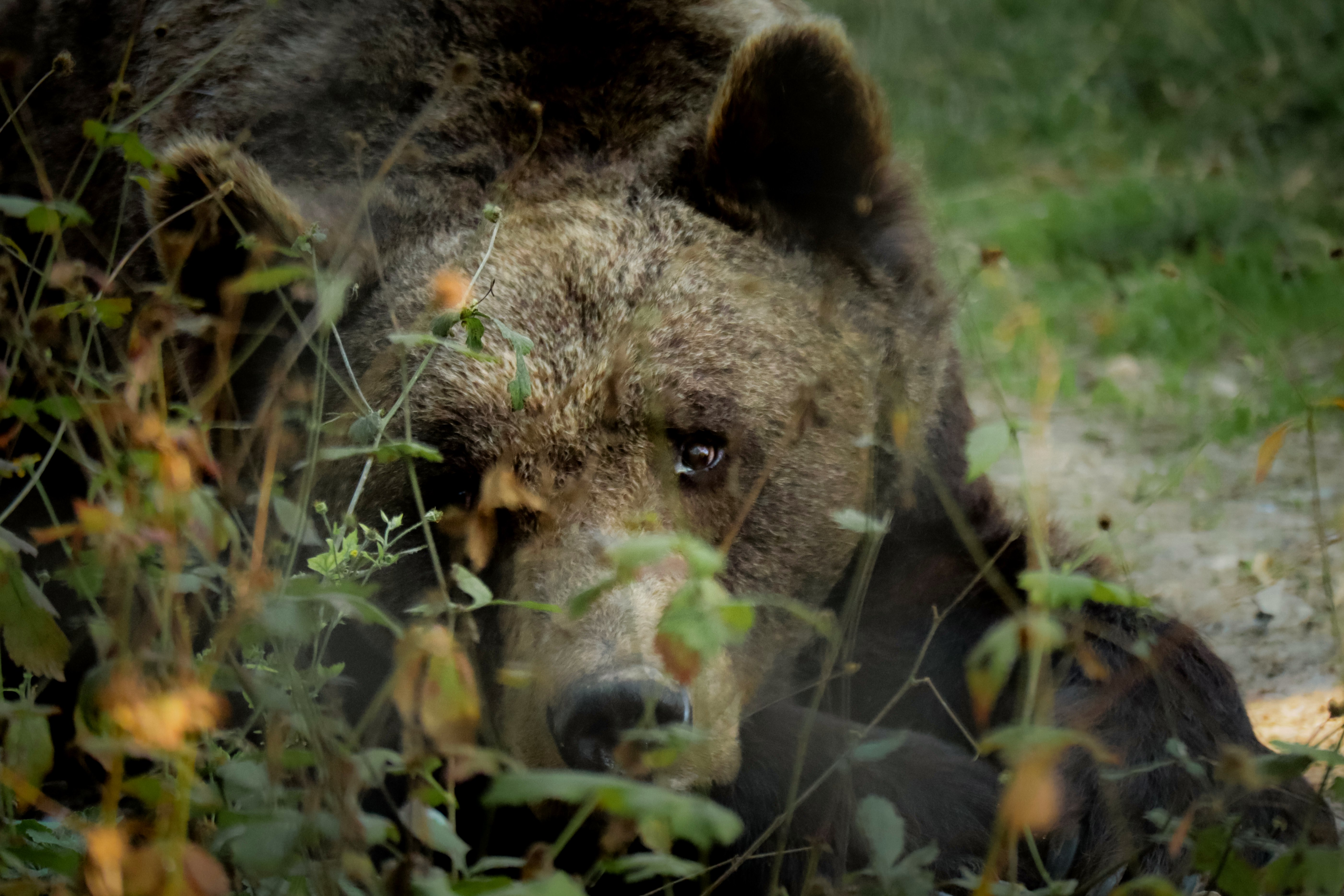
Bär im Bärenreservat im rumänischen Zărnești

Es gibt eine Reihe von individuellen Einrichtungen überall auf der Welt, die als Tierrettungs- und Tierauffangstationen fungieren und oft auf bestimmte Tierarten ausgerichtet sind.
Nachstehend einige Beispiele:
- Einrichtungen zur Aufzucht verwaister Tiere einer Tierart, wie das Tchimpounga Chimpanzee Rehabilitation Center für Schimpansen oder Seehund-Aufzuchtstationen
- Gnadenhöfe, insbesondere für Pferde und Esel – Beispiel: Italian Horse Protection Association, Montaione, Italien
- Reservate, die auf die Haltung von Großtierarten spezialisiert sind, wie das Bärenreservat Zărnești in Rumänien
- Vogelrettungsstationen, wie die Eulen- und Greifvogelstation Haringsee oder der Belize Bird Rescue in Belize
- Einrichtungen, die auch ehemalige Zoo-, Zirkus- und Filmtiere aufnehmen, wie Noah’s Ark Animal Rehabilitation Center in Georgia, USA
- Einrichtungen für unterschiedliche Tierarten, z. B. TIERART bei Maßweiler
- International agierende Ketten wie Gut Aiderbichl